# 小文字文化
小文字文化（こもじぶんか）とは、1990年代後半から2000年代前半にかけて日本の若者を中心にみられた、日本語の「あ・い・う・え・お・つ・や・ゆ・よ・わ」などの平仮名を捨て仮名（小さい仮名文字）で表記する文化のことである。
2011年11月11日付の「J-CASTトレンド」では「ぁぃぅぇぉ文化」と呼んでいる。
時東ぁみ（旧芸名・時東あみ、2005年デビュー）が芸名に捨て文字を使用したことで注目された。

## 概要
通常の仮名の代わりに捨て仮名を使用することは、1990年代後半には匿名掲示板「あやしいわーるど」で「あやしい」の言葉を「ぁゃιぃ」で表記するなどの事例が見られる。「あやしいわーるど」の利用者が「ぁゃιぃ」という表記をインターネット上の他のウェブサイトでも行うようになったため、「あやしい」を「ぁゃιぃ」と表記することが広まった。「し」に拗音・促音を表記する捨て仮名は存在しないため、この「ι」は捨て仮名ではなくギリシア文字のイオタを使用している。
2000年代には、10代の女子を中心に広まった。通常の仮名の代わりに捨て仮名を使用し、「ぉはぉぅ（おはよう）」「今日ゎぃヶなぃ（今日は行けない）」などと表記する。ギャル文字や丸文字などと同様に、若者が友人同士の親密さを示すインフォーマルな表記として使用される。無論、日本語の正確な表記方法からは逸脱する。背景には携帯電話（フィーチャーフォン）の普及があった。
前述の「J-CASTトレンド」の記事では、「ぁぃぅぇぉ文化」は2011年には既に廃れたとされている。

## 表記法
| 表記   | 対象                             |
| ------ | -------------------------------- |
| 「ぁ」 | 「あ」                           |
| 「ぃ」 | 「い」                           |
| 「ぅ」 | 「う」                           |
| 「ぇ」 | 「え」                           |
| 「ぉ」 | 「お」、「を」、お段の後の「う」 |
| 「ヵ」 | 稀に「か」                       |
| 「ヶ」 | 稀に「け」                       |
| 「っ」 | 「つ」                           |
| 「ゃ」 | 「や」                           |
| 「ゅ」 | 「ゆ」                           |
| 「ょ」 | 「よ」                           |
| 「ゎ」 | 「わ」、waと発音する「は」       |